# Tatsuya Kamohara
Tatsuya Kamohara (蒲原 達也 Kamohara Tatsuya?), född 8 juli 1983 i Saga prefektur, är en japansk före detta fotbollsspelare.
Kamohara började sin karriär 2006 i Sagan Tosu. 2007 flyttade han till FC Ryukyu. Efter FC Ryukyu spelade han för FC Machida Zelvia. Han avslutade karriären 2010.